# قرة بابا (تكاب)
قرة بابا هي قرية في مقاطعة تكاب، إيران. عدد سكان هذه القرية هو 32 في سنة 2006.